# Karim Aïnouz
Karim Aïnouz (Fortaleza, 17 de janeiro de 1966) é um diretor de cinema, roteirista, e artista visual brasileiro, mais conhecido pelos filmes Madame Satã, O Céu de Suely, Praia do Futuro e A Vida Invisível.

## Carreira
Karim Aïnouz iniciou sua carreira no cinema como co-roteirista de filmes nacionais, como Abril Despedaçado (2001) de Walter Salles, Cinema, Aspirinas e Urubus (2005), de Marcelo Gomes, e Cidade Baixa (2005), de Sérgio Machado.
Depois de Madame Satã, seus longas seguintes foram O Céu de Suely e Viajo Porque Preciso, Volto Porque Te Amo (co-dirigido com Marcelo Gomes) que estrearam no Festival de Veneza na Mostra Orizzonti em 2006 e 2009 respectivamente. Em 2011 o filme O Abismo Prateado teve sua estreia mundial no Festival de Cannes, na Quinzena dos Realizadores, e recebeu o prêmio de Melhor Diretor no Festival do Rio. Em 2014, Aïnouz lançou o filme Praia do Futuro. Filmado no Brasil e na Alemanha, a produção estreou na Competição Oficial do 64° Festival de Berlim. Ainda em 2014 ele participou como co-diretor de Cathedrals of Culture, o filme tem como produtor executivo Wim Wenders e estreou no Festival de Berlim na seção Berlinale Special daquele ano.
Em 2010, o diretor foi homenageado na 13ª Mostra de Cinema de Tiradentes   e teve retrospectivas na Espanha, Suíça, França e Estados Unidos.
Em 2012, Aïnouz foi convidado a integrar o júri da Cinéfondation e da Competição de Curtas-metragens do 65° Festival de Cannes. No mesmo ano participou do projeto Destricted.br, — inspirado no projeto Destricted de Larry Clark — com Adriana Varejão, Janaína Tschäpe, Julião Sarmento, Lula Buarque de Hollanda, Marcos Chaves e Miguel Rio Branco. Ainda, foi convidado para compor o júri do Heiner Carow Award durante o 63° Festival de Berlim e em 2014 foi presidente do júri do Festival do Rio. Seu último trabalho de documentário experimental, Domingo, é resultado da parceria com o artista dinamarquês Olafur Eliasson e foi apresentado durante o 17° Festival Videobrasil e teve sua estreia mundial no Festival do Rio 2014.
Na televisão, em 2008, Aïnouz escreveu e dirigiu a série de televisão Alice, em parceria com Sergio Machado, para a HBO América Latina. Seus curtas-metragens e instalações foram exibidos em inúmeras mostras e museus pelo mundo, incluindo no Whitney Museum of American Art, MoMa Nova York, Bienal de São Paulo, Bienal de Sharjah, Museu de Arte Contemporânea de Fortaleza e Festival Videobrasil.
Desde 2017 Aïnouz é membro da Academia de Artes e Ciências Cinematográficas.
Em 2018, Aïnouz lançou o documentário Zentralflughafen THF (Aeroporto Central THF). O filme retrata a vida de refugiados em busca de asilo político na capital da Alemanha e teve sua estreia mundial na seção Panorama do 68º Festival Internacional de Filmes de Berlim onde ganhou o Prêmio Anistia Internacional. A produção, até então, já foi exibida em mais de 50 festivais.   Em 2019, lançou o longa-metragem A Vida Invisível, uma adaptação do romance ''A Vida Invisível de Eurídice Gusmão" escrito por Martha Batalha. O filme ganhou o prêmio Un Certain Regard no Festival de Cannes de 2019, e foi o escolhido para representar o Brasil na disputa por uma vaga na categoria de Melhor Filme Internacional no "Oscar 2020''.

## Filmografia

### Filmes
| Ano  | Título                                    | Creditado como | Creditado como | Tipo                          |
| Ano  | Título                                    | Direção        | Roteiro        | Tipo                          |
| ---- | ----------------------------------------- | -------------- | -------------- | ----------------------------- |
| 1992 | O Preso                                   | Sim            | Sim            | Vídeo                         |
| 1993 | Seams                                     | Sim            | Sim            | Curta-metragem                |
| 1994 | Paixão Nacional                           | Sim            | Sim            | Vídeo                         |
| 1996 | Hic Habits Felicitas                      | Sim            | Sim            | Curta-metragem                |
| 1998 | Les Ballons des Bairros                   | Sim            | Sim            | Curta-metragem (documentário) |
| 2000 | Rifa-me                                   | Sim            | Sim            | Curta-metragem                |
| 2001 | Abril Despedaçado                         | Não            | Sim            | Longa-metragem                |
| 2002 | Madame Satã                               | Sim            | Sim            | Longa-metragem                |
| 2005 | Cidade Baixa                              | Não            | Sim            | Longa-metragem                |
| 2005 | Cinema, Aspirinas e Urubus                | Não            | Sim            | Longa-metragem                |
| 2006 | O Céu de Suely                            | Sim            | Sim            | Longa-metragem                |
| 2010 | Desassossego                              | Sim            | Sim            | Longa-metragem                |
| 2010 | Viajo Porque Preciso, Volto Porque Te Amo | Sim            | Sim            | Longa-metragem                |
| 2011 | Sonnenallee                               | Sim            | Sim            | Curta-metragem (documentário) |
| 2011 | Destricted.br                             | Sim            | Sim            | Vídeo                         |
| 2011 | O Abismo Prateado                         | Sim            | Sim            | Longa-metragem                |
| 2011 | Sua Cidade Empática                       | Sim            | Não            | Vídeo                         |
| 2014 | Cathedrals of Culture                     | Sim            | Sim            | Vídeo                         |
| 2014 | Praia do Futuro                           | Sim            | Sim            | Longa-metragem                |
| 2014 | Domingo                                   | Sim            | Sim            | Curta-metragem (documentário) |
| 2014 | Terra Prometida                           | Sim            | Sim            | Vídeo                         |
| 2014 | Short Plays                               | Sim            | Não            | Vídeo                         |
| 2015 | Velázquez ou o Realismo Selvagem          | Sim            | Sim            | Longa-metragem (documentário) |
| 2018 | Zentralflughafen THF                      | Sim            | Não            | Longa-metragem (documentário) |
| 2019 | A Vida Invisível                          | Sim            | Sim            | Longa-metragem                |
| 2020 | Nardjes A.                                | Sim            | Não            | Longa-metragem (documentário) |
| 2020 | Missão Perséfone                          | Sim            | Não            | Curta-metragem                |
| 2021 | Marinheiro das Montanhas                  | Sim            | Sim            | Longa-metragem (documentário) |
| 2023 | Firebrand                                 | Sim            | Não            | Longa-metragem                |
| 2024 | Motel Destino                             | Sim            | Sim            | Longa-metragem                |

### Televisão
| Ano  | Título | Creditado como | Creditado como | Tipo               |
| Ano  | Título | Direção        | Roteiro        | Tipo               |
| ---- | ------ | -------------- | -------------- | ------------------ |
| 2008 | Alice  | Sim            | Sim            | Série de televisão |

## Prêmios
- Prêmio Un Certain Regard no Festival de Cannes por A Vida Invisível (2019)
- Prêmio Anistia Internacional no 68º Festival Internacional de Cinema de Berlim por Zentralflughafen THF (2018)
- Segundo Prêmio Coral no Festival de Havana por O Abismo Prateado (2011)
- Prêmio de Melhor Diretor no Festival do Rio por O Abismo Prateado (2011)
- Grand Prix Coup de Coeur, 22º Rencontres Cinémas d'Amérique Latin (Toulouse/France), por Viajo porque Preciso, Volto porque Te Amo (2010)
- Prêmio de Melhor Fotografia no Festival do Rio por Viajo porque Preciso, Volto porque Te Amo (2009)
- Prêmio de Melhor Diretor no Festival do Rio por Viajo porque Preciso, Volto porque Te Amo (2009)
- Prêmio FIPRESCI no Festival de Havana por Viajo porque Preciso, Volto porque Te Amo (2009)
- Terceiro Prêmio Coral no Festival de Havana por Viajo porque Preciso, Volto porque Te Amo (2009)
- Prêmio FIPRESCI, 47º Thessaloniki International Film Festival, por O Céu de Suely [Love for Sale ](2009)
- Grand Coral no Festival de Havana por O Céu de Suely (2009)
- Prêmio de Melhor Filme no Festival do Rio por O Céu de Suely (2006)
- Prêmio de Melhor Diretor no Festival do Rio por O Céu de Suely (2006)
- Prêmio de Melhor Diretor na Associação Paulista de Críticos de Arte por Madame Satã (2002)
- Prêmio de Melhor Direção no Festival de Biarritz por Madame Satã (2002);
- Gold Hugo no Chicago International Film Festival por Madame Satã (2002);
- Prêmio de Melhor Curta-metragem no Ann Arbor Film Festival, em Michigan, por Seams (1997);
- Prêmio Vito Russo Award no New Festival, em Nova York, por Seams (1994)
- Prêmio de Melhor Curta-metragem no Atlanta Film Festival por Seams (1994).